# Wilhelm Hegeler

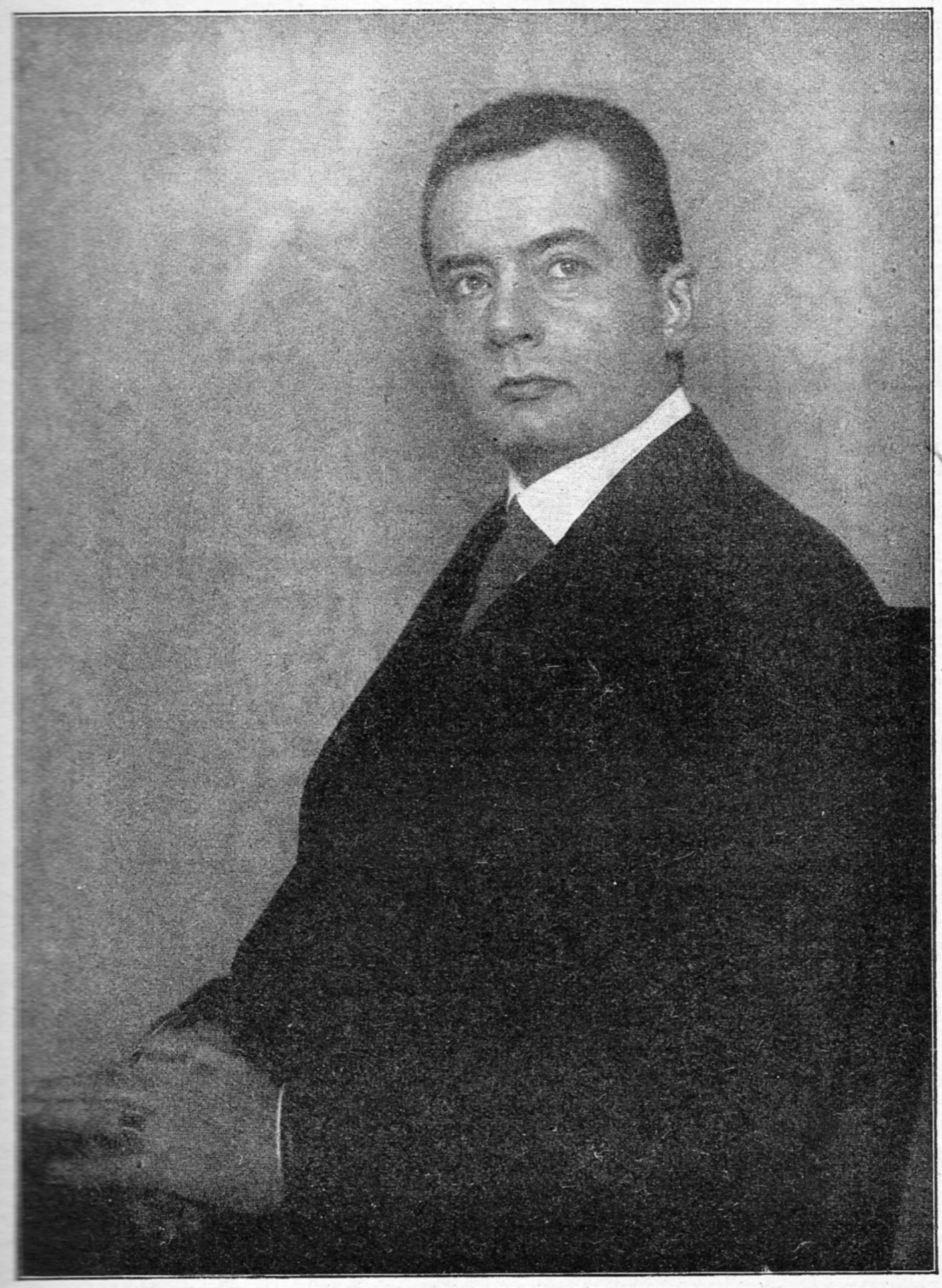
Wilhelm Hegeler

Wilhelm Hegeler (* 25. Februar 1870 in Varel, Oldenburg; † 8. Oktober 1943 in Irschenhausen) war ein deutscher Schriftsteller.

## Leben
Wilhelm Hegeler entstammte einer Fabrikantenfamilie. Sein Vater starb kurz nach seiner Geburt, und seine Mutter heiratete Matthias Evers (1845–1906), den Hauslehrer ihrer
Kinder. Er war der Bruder des zum Katholizismus konvertierten lutherischen Pfarrers Georg Gotthilf Evers (1837–1916).
Die Familie wechselte mehrfach den Wohnort; über Oldenburg, Hannover und Elberfeld gelangte sie schließlich nach Düsseldorf, wo Wilhelm Hegeler von 1879 bis 1889 aufwuchs. Nach dem Besuch des Gymnasiums und der Reifeprüfung begann er 1889 ein Studium der Rechtswissenschaft. Hegeler studierte an den Universitäten in München, Genf und Berlin. Da er sich bereits als Schüler für die Literatur interessiert hatte – insbesondere für französische Autoren wie Zola, Balzac und Maupassant sowie russische wie Gogol, Dostojewski und Tolstoi – hörte er während seines Studiums neben juristischen auch Vorlesungen in Literatur, Kunstgeschichte und Geschichte. Von Genf aus unternahm er Reisen nach Frankreich und hielt sich längere Zeit in Paris auf. Während seines letzten Semesters an der Berliner Universität lebte Hegeler, der zu dieser Zeit mit der Sozialdemokratie sympathisierte, in Friedrichshagen bei Berlin, wo er Kontakte zum Friedrichshagener Dichterkreis pflegte und Mitarbeiter von Bruno Willes Freier Volksbühne war. Nach Abschluss seines Studiums gab Hegeler
die Rechtswissenschaft auf und verlegte sich auf die Literatur.
Von 1893 an veröffentlichte Wilhelm Hegeler zahlreiche erzählende Werke, die anfangs noch stark vom Naturalismus beeinflusst waren, teilweise auch der Unterhaltungsliteratur zuzurechnen sind. Ab 1895 lebte Hegeler im thüringischen Rudolstadt. Nach der Heirat zog er mit seiner Frau nach München, später zurück nach Berlin. Hegelers erste Ehe scheiterte 1904; anschließend hielt er sich längere Zeit in Italien auf. Von 1906 bis 1918 lebte er in Weimar.
Bei Beginn des Ersten Weltkriegs meldete sich Wilhelm Hegeler freiwillig zum Militär. Nach einer Ausbildung zum Sanitäter war er von Februar bis Oktober 1915 Krankenpfleger in einem Lazarett in Flandern. Von November 1915 bis Kriegsende wirkte er als Kriegsberichterstatter für das deutsche Hauptquartier an der Ostfront. Hegeler lieferte zahlreiche Reportagen, u. a. für das Berliner Tageblatt und Münchner Neuesten Nachrichten. Bei Ende des Krieges war er lebensgefährlich an einem Herz- und Magenleiden erkrankt; während seiner Rekonvaleszenz hielt er sich in dem thüringischen Ort Blankenhain auf. In seinem literarischen Schaffen vollzog er nunmehr die Abkehr von seinen früheren Werken und praktizierte als Autor eine weitgehend unpolitische Innerlichkeit. Ab 1923 hielt er sich wieder häufiger in Weimar und Berlin auf, wo er u. a. auch bei der Verfilmung seines Romans Pietro der Korsar und die Jüdin Cheirinca durch die Ufa mitwirkte. Ab 1928 lebte Hegeler erneut in Weimar; 1929 unternahm er eine ausgedehnte Reise nach Frankreich, Spanien und Nordafrika. Nachdem seine zweite Ehe bereits kurz nach dem Ersten Weltkrieg geschieden worden war, heiratete er 1932 zum dritten Mal; auch diese Ehe scheiterte bereits nach wenigen Monaten.
Da er es ablehnte, dem neuen Regime durch Mitgliedschaft in literarischen Gremien oder Verbänden seine Reverenz zu erweisen, waren Hegelers Publikationsmöglichkeiten nach der nationalsozialistischen Machtergreifung stark eingeschränkt; bis zu seinem Tod erschienen nur noch drei Bücher von ihm. Hegeler lebte ab 1939 in Irschenhausen im Isartal. Sein Tod war die Folge seines Herzleidens und eines Schocks, ausgelöst durch einen Luftangriff auf einen Nachbarort.

## Werke
- Mutter Bertha, Berlin 1893
- Und alles um die Liebe, Berlin 1894
- Pygmalion, Berlin 1898
- Sonnige Tage, Berlin 1898
- Nellys Millionen, Berlin 1899
- Ingenieur Horstmann, Berlin 1900
- Pastor Klinghammer, Berlin 1903
- Kleist, Berlin [u. a.] 1904
- Flammen, Berlin 1905
- Pietro der Korsar und die Jüdin Cheirinca, Berlin 1906
- Das Ärgernis, Berlin 1908
- Die frohe Botschaft, Stuttgart [u. a.] 1910
- Den Himmel über mir und unter mir die Wellen, Berlin 1911
- Des Königs Erziehung, Stuttgart 1911
- Der Mut zum Glück, Berlin [u. a.] 1911
- Eros, Berlin 1913
- Tiefurt, Weimar 1913
- Die Leidenschaft des Hofrat Horn, Berlin 1914
- Die goldene Kette, Berlin [u. a.] 1915
- Bei unseren Blaujacken und Feldgrauen, Berlin 1916
- Der Siegeszug durch Serbien, Berlin 1916
- Zwei Freunde, Stuttgart [u. a.] 1921
- Der verschüttete Mensch, Stuttgart [u. a.] 1922
- Otto der Schmied, Berlin 1923
- Der Apfel der Elisabeth Hoff, Stuttgart 1925
- Das Gerücht und andere Erzählungen, Berlin 1926
- Die zwei Frauen des Valentin Key, Stuttgart 1927
- Goya und die Bucklige, Leipzig 1928
- Der Zinsgroschen, Hamburg 1928
- Das Wunder von Belair, Hamburg [u. a.] 1931
- Der innere Befehl. Ein Yorck-Roman, Universitas Deutsche Verlags-Aktiengesellschaft, Berlin 1936; erschien im selben Jahr unter dem Titel: Die Entscheidung. Roman aus dem Schicksalsjahre 1812 im Wegweiser-Verlag, Berlin
- Das Gewitter, Leipzig 1939
- Das Kastenmännchen, Prag [u. a.] 1943